# Crassula sinclairii
Crassula sinclairii là một loài thực vật có hoa trong họ Crassulaceae. Loài này được (Hook.f.) A.P.Druce & Given miêu tả khoa học đầu tiên năm 9184.